# Lacs Gaylor
Pour les articles homonymes, voir Gaylor.
Les lacs Gaylor (en anglais : Gaylor Lakes) sont des lacs américains dans le comté de Tuolumne, en Californie. Ils sont situés à 3 150 mètres d'altitude au sein de la Yosemite Wilderness, dans le parc national de Yosemite.